# Soapkills
Soap Kills est un groupe de trip hop fondé à Beyrouth, au Liban, en octobre 1997. Le groupe, constitué du musicien Zeid Hamdan et de la chanteuse Yasmine Hamdan, mélange musique arabe traditionnelle et musique électronique.

## Parcours
Le groupe se forme à la suite de la rencontre entre Zeid Hamdan et Yasmine Hamdan (qui n'ont pas de liens familiaux, en dépit de leur homonymie). Les deux membres sont libanais et trilingues (arabe, anglais, français), Yasmine Hamdan chante en arabe et en anglais. Le groupe puise ses inspirations aussi bien dans le trip-hop anglais (Portishead, Massive Attack) que dans la musique arabe classique (Oum Kalthoum, Asmahan, Mohammed Abdel Wahab...).
Le nom du groupe vient de l'anglais : Soap/Savon et Kills/tue, qui viendrait de la volonté de refléter le paradoxe dans lequel vit Beyrouth au moment la création du groupe et après la guerre civile : une ville qui a le souhait de devenir « propre » (Soap/savon) mais toujours marquée par son histoire « horrible » récente de la guerre (kills/tue).

## Membres
Yasmine Hamdan vit actuellement à Paris, elle travaille sur des projets musicaux solo et avec le musicien français Mirwais. Elle a actuellement joué et chanté dans le film de Jim Jarmusch : Only Lovers Left Alive.
Zeid Hamdan vit toujours au Liban où il a été arrêté 24 heures, en 2011, à cause de sa chanson General Suleiman, pour diffamation à l'encontre du président libanais ,. Il mène aussi une carrière solo à succès au Liban, notamment en contribuant avec les groupes The New New Gouvernement ou Zeid and the Wings

## Discographie
Albums
- Bater, 2001
- Cheftak, 2002
- Enta Fen, 2005
- The Best of Soapkills, 2015